# Schismatoglottis patentinervia
Schismatoglottis patentinervia är en kallaväxtart som beskrevs av Adolf Engler. Schismatoglottis patentinervia ingår i släktet Schismatoglottis och familjen kallaväxter. Inga underarter finns listade.